# Чандрабхану Шрідхамараджа
Чандрабхану Шрідхамараджа (д/н — 1262) — магараджа Тамбралінги у 1230—1262 роках, Джафни у 1255—1262 роках. Насамперед відомий спробами захопити острів Шрі-Ланка.

## Життєпис
Походив з династіх Падмавамси. Посів трон 1230 року. Син Шрі Таммасокараджа. В ланкійській хроніці «Махавамса» названий піратом. Ймовірно це вказівка на те, що здійснював агресивну зовніщню політику, намагаючись встановити контроль над ключовими центрами торгівлі в Малаккській протоці на півдні Бенгальської затоки. Чандрабхану вдалося встановити зверхність над Лангкасукою, земліями на північ під перешийка Кра, що раніше входили до царства Лаво, а також над вождіствами й містами-державами північної Суматри. Тут зміг ймовірно завдати удару державі Мелаю з півдня Суматри.
У 1247 році він рушив з військом й флотом на острів Шрі-Ланка, нібито для отримання буддійської реліквії з острова. Намагання зайняти центральну частину наштовхнулося на запеклий спротив Паракрамабаху II, магараджи Дамбаденії. Тому військо Тамбралінги рушило на північ, де 1255 року, використовуючи отруйні дротики, змогло зайняти Джафну, пеемігши Калінгу Маґу. Були неодноразові спроби завоювати решту острова.
У 1258 році його війська зіткнулися з вторгненням на острів армії під проводом Садаявармана Сундари Пандьяни I, володарем Пандьї, що також мав претензії на владу над Шрі-Ланкою. Чандрабхану ззанав поразкий вимушен був погодитися сплачувати данину за Джафну.
1262 року Чандрабхану вдруге висадився на Шрі-Ланці, де знову стикнувся з військом Пандьї на чолі із Джатаварманом Віру (братом Садаявармана Сундари Пандьяни I), у боротьбі з яким зазнав поразки й загинув.
Його син Саваканмайндан спадкував владу й невдовзі продовжив боротьбу за Ланку.

## Будівлі

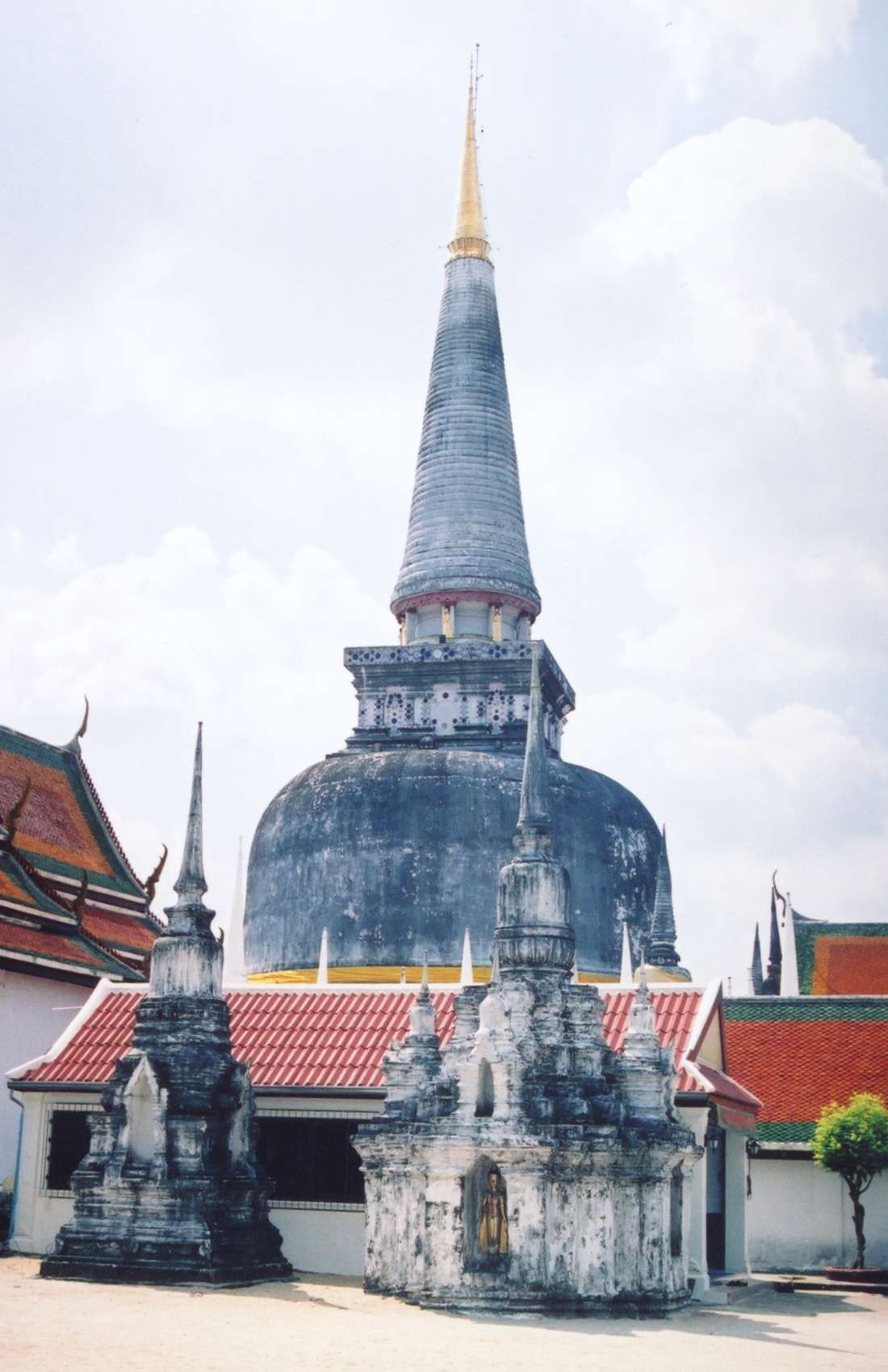
Пхра Боромадгат

Ймовірно  сприяв активному будівництву буддійських комплексів. Фундував відому буддійську ступу Пхра Боромадгату в місті Накхонситхаммараджі для зберігання реліквій Будди.